# Fortschritt

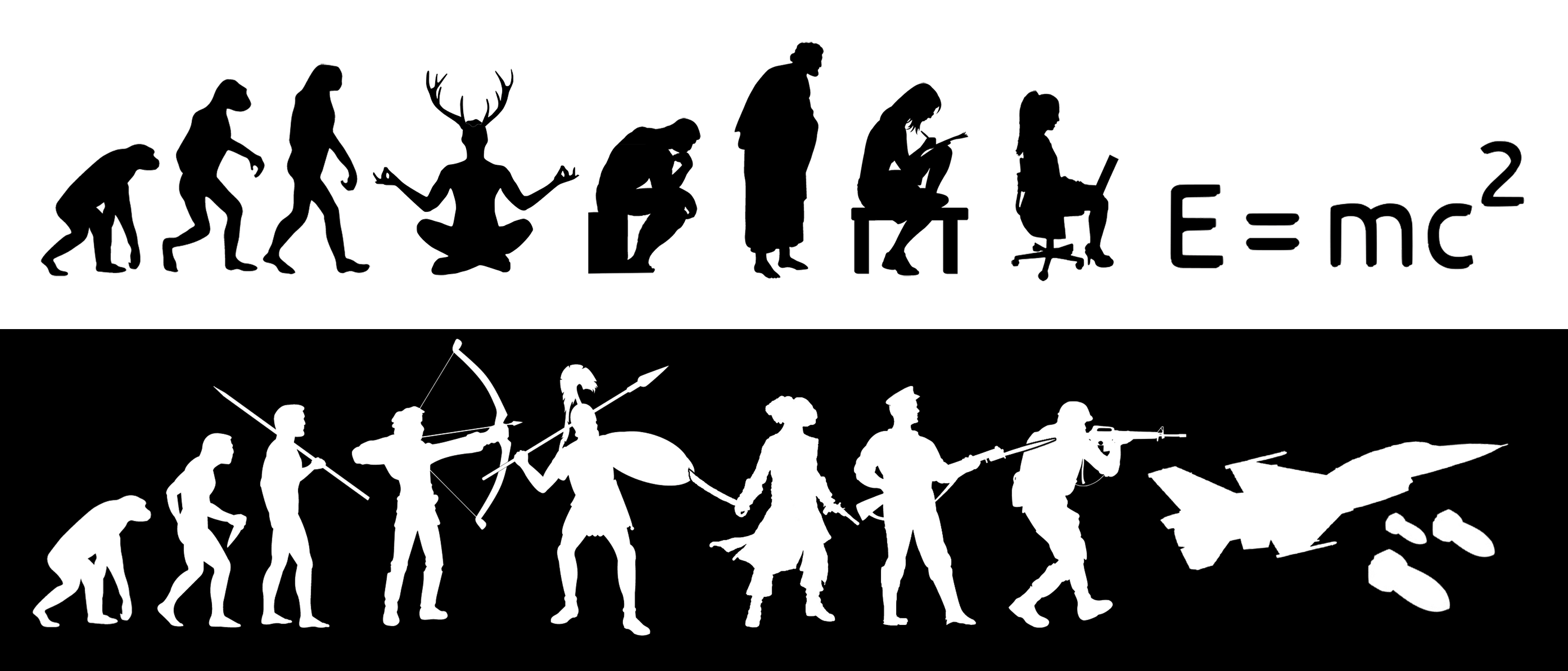
Fortschritt wird sehr unterschiedlich aufgefasst und ist eine Frage der Sichtweise

Fortschritt (Lehnübersetzung von griechisch επίδοσις „Zugabe, Steigerung, Leistung“, προκοπή „Vorankommen, Fleiß“ bzw. lateinisch profectus „Fortgang, Erfolg“, progressio „Steigerung, Wachstum“, progressus „das Vorrücken, Voranschreiten“) bezeichnet in der Philosophie, Politik, Technologie und der Wirtschaft grundlegende Verbesserungen durch bedeutende Veränderungen bestehender Zustände oder Abläufe in menschlichen Gesellschaften. Es gibt keine allgemein anerkannte Definition des sehr unterschiedlich konnotierten Begriffs; eine spezifischere, aktuell anmutende Definition lieferte etwa der Soziologe und Wirtschaftswissenschaftler Ferdinand Tönnies 1926, der Fortschritt als zunehmende Überwindung von Mangelzuständen ansah. Gegenbegriffe sind Rückschritt oder Stillstand.
Jeder Fortschritt setzt willentliche und gezielte Veränderungen voraus, die als Innovationen bezeichnet werden. Ihre Bewertung ist anthropozentrisch und nicht ganzheitlich: Bei angestrebten Neuerungen dient sie den betreibenden Interessengruppen zur Rechtfertigung und Durchsetzung ihrer Ideen – unabhängig von ihrem tatsächlichen Nutzen. Werden Wirkungen solcher Veränderungen erkennbar, die von einem Großteil der Gesellschaft positiv bewertet werden (zumeist, weil sie spürbar die Lebensqualität verbessern), erfährt die Zuschreibung als Fortschritt breite Zustimmung. Nach diesem Muster – das den „Fortschrittsglauben“ stärkt und sich in der politischen Philosophie des Progressivismus ausdrückt – haben sich vor allem die modernen Industriegesellschaften entwickelt.

## Geschichte der Fortschrittsidee

### Antike
Aristoteles spricht von Fortschritt in Bezug auf das Wachstum von Menschen, Tieren und Pflanzen, gebraucht den Begriff aber auch – wie schon Plato – in Bezug auf die Entwicklung der menschlichen Künste und Fähigkeiten. Er hält es für sinnlos, bei den Auffassungen der Alten zu bleiben; Bewegung sei besser. Polybios meint damit den Aufstieg der Römer und das Fortschreiten der Kenntnisse und Fähigkeiten in neuerer Zeit. Für Xenophanes ist das Streben nach dem von den Göttern Verborgenen im Fortgang der Zeit ein Merkmal der Bewegung hin zum Besseren. Hier kommt also andeutungsweise ein aufklärerisches, Mythen zerstörendes Moment ins Spiel. Cicero meint mit progressio den sittlichen Fortschritt der Römischen Republik nach der Befreiung von der Königsherrschaft. Für Epiktet bezieht sich Fortschritt auf den Zuwachs der individuellen Weisheit und Tugend. Auch für Seneca ist das Streben nach Weisheit und Tugend ein Gradmesser für den sittlichen Fortschritt, selbst wenn das Ziel als solches unerreichbar ist. Lukrez (in De rerum natura) schließt erstmals kollektive Kulturleistungen wie die Erfindung der Sprache, die Etablierung des Gesetzes und die Gründung der Städte in den Fortschrittsgedanken ein; der menschliche Geist erschließe nach und nach das Verborgene. Allerdings ist für ihn der technische und wirtschaftliche Fortschritt durchaus mit einem Verfall der Sitten verbunden. Wie Plato nimmt er an, dass der Lauf der Zeit nach wie vor den Gesetzen des Kosmos unterworfen sein könne; die Lehre vom kreisförmigen Umlauf des Alls und vom Werden und Vergehen aller menschlichen Hervorbringungen bleibt so in Geltung. Vergil sieht die menschlichen Hervorbringungen als Antwort auf die Beschwernisse, die Jupiter ihnen in den Weg gelegt hat, um sie zu neuen Erfindungen anzuhalten.

### Frühes Christentum
Der unerwartete Untergang des Römischen Reichs diente in der Geschichte und im politischen Diskurs einerseits als Beispiel für einen zyklischen Geschichtsverlauf. Andererseits setzten christliche Autoren wie zuerst Augustinus von Hippo dieser Vorstellung die Idee einer linear verlaufenden Weltzeit entgegen, die durch die Einmaligkeit des Erscheinens Christi in zwei Teile geteilt wird. Für Avitus von Vienne (De spritalis Historie gestis, um 500) ist die Entwicklung der materiellen Kultur vom Feigenblatt Adams und Evas bis hin zum Ackerbau und darüber hinaus eng mit der Erbsünde verbunden und auf Strafen Gottes zurückzuführen. So berichtet die Genesis von Fortschritten der kulturschaffenden Aktivitäten des Menschen erst nach dem Sündenfall, und ausgerechnet die Nachkommen des Brudermörders Kain werden als Erfinder verschiedener Kulturtechniken genannt, nämlich der Viehzucht, der Musik und der Eisenschmiedekunst. Daher erscheint den frühen christlichen Autoren der materielle Fortschritt als vollständig entkoppelt von der Durchsetzung des Christentums, das als eigentlicher Höhepunkt der bisherigen Entwicklung der Welt gilt, und die menschliche Arbeit wird eher als Strafe denn als Quelle eines wie auch immer gearteten Fortschritts angesehen.

### Mittelalter

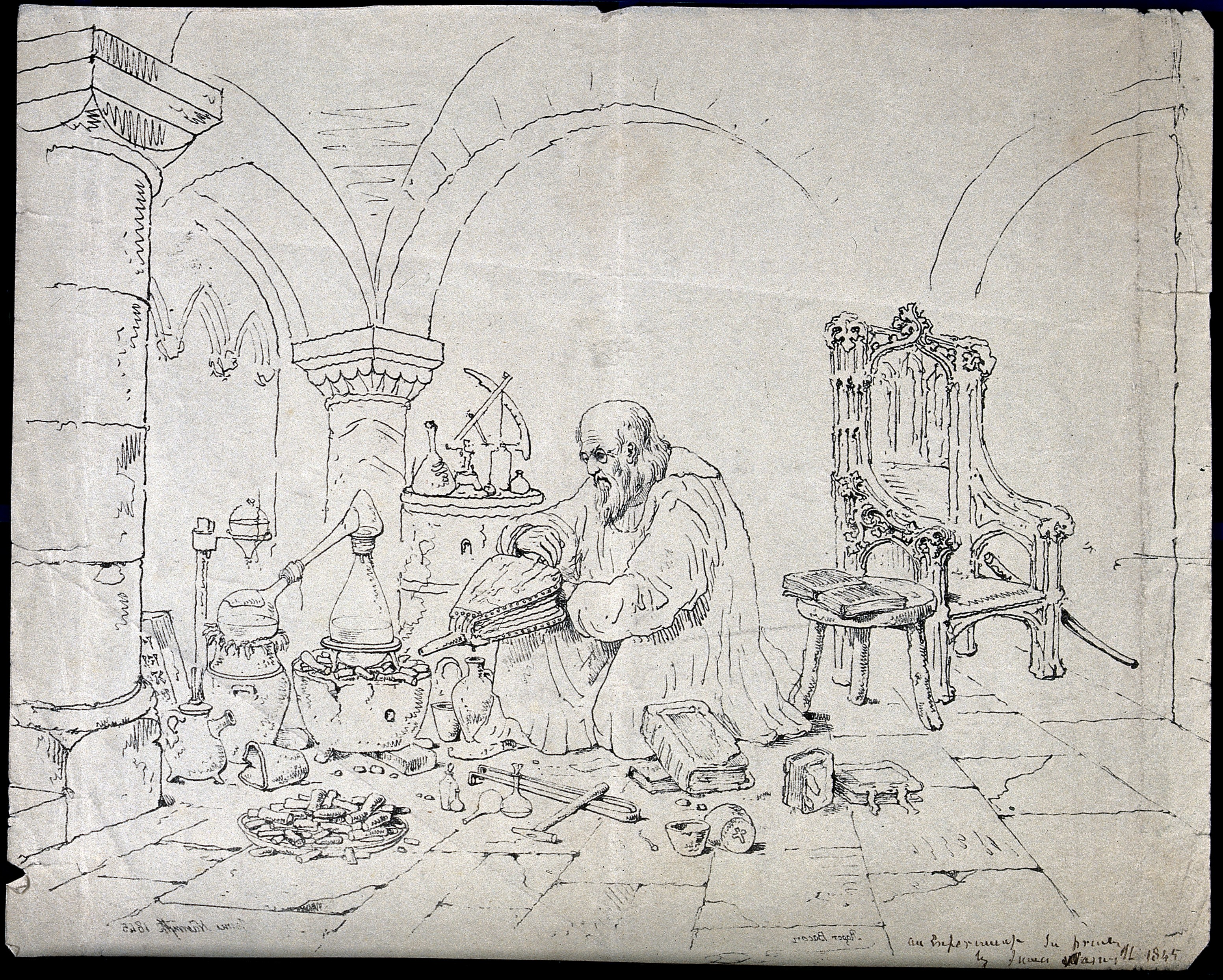
Roger Bacon führt alchemistische Experimente durch. Radierung, 19. Jahrhundert

Den Menschen des Mittelalters und selbst der frühen Renaissance war das bewusste Streben nach Verbesserung und Reform fern, da die Welt als von Gott gut bestellt galt. Tugend auszuüben und sich von der Sünde fernzuhalten galt als progressus hin zu Gott, als eine irdische Pilgerschaft zum ewigen Leben. Erst Thomas von Aquin erkennt, dass es im Lauf der Zeit einen Vermehrungsprozess des menschlichen Wissens gegeben habe. In der Folge, vor allem bei Duns Scotus, bildet sich die Vorstellung der Vervollkommnung des menschlichen Wissens immer deutlicher heraus. Damit geraten auch die als zu statisch empfundenen Lehren der kirchlichen Autoritäten in den kritischen Blick: Für Albertus Magnus gelten sie nur noch als „Vorbereiter“. Neue Einsichten entstünden per experimentum – eine Vorstellung, die von Roger Bacon weiterentwickelt wird, der immerhin schon von Flugmaschinen und einer Verlängerung des Lebens träumt.

### Renaissance und Aufklärung
Die Fortschrittsidee im heutigen Sinn entstand als eine der entscheidenden Leitkategorien der Moderne erst während der Hochrenaissance. Rabelais gebraucht 1532 erstmals den nicht-lateinischen Begriff progrès, 1588 findet er sich bei Montaigne im Sinne eines allgemeinen Wandels zum Besseren. Francis Bacon (De dignitate et augmentis scientiarum, 1605) spricht von der „Würde und dem Fortgang der Wissenschaften“, die sich auf Wege begebe, die die Alten weder gekannt noch versucht hätten. Der Fortgang zeige sich vor allem in den Erfolgen der mechanischen Künste. Bacon kritisiert die übertriebene Verehrung des Alten und besteht auf der alleinigen Überzeugungskraft der Evidenz: Das Festhalten an den Autoritäten lähme das kreative Potenzial der Menschen. Das Wissen entstamme dem Bereich der Praxis, es resultiere nicht aus der Kontemplation oder einem Kanon von Wahrheiten. Charles Perrault, der die Querelle des Anciens et des Modernes über die Überlegenheit der damaligen Kultur über die der Antike auslöste, vertrat die These, dass die Zeit an der Vervollkommnung der Welt arbeite. Es gebe nichts, was sie nicht vollende. Allerdings tritt für Perrault mit dem Zeitalter Ludwigs XIV. ein Stillstand auf einem Höhepunkt der Entwicklung ein. Leibniz und Robert Boyle sind hingegen davon überzeugt, dass der künftige Fortschritt sicherlich größer sein werde, als man es zu ihrer Zeit wissen könne. Doch wird die Vorstellung einer permanenten Vervollkommnung des Wissens nicht sofort auf die gesellschaftliche Ordnung übertragen: Selbst die Anfänge der Entwicklung einer staatlichen Gesetzgebung hatten nicht die Vervollkommnung der Staatsordnung zum Ziel, sondern ergaben sich aus den wechselnden Zielen der Monarchen.
Geht man jedoch von Thomas Hobbes’ Diagnose eines chaotischen, vom Eigennutz der Menschen getriebenen gesellschaftlichen Naturzustandes als Bellum omnium contra omnes aus (eine Metapher, die er zuerst in seinem Werk De cive 1642 verwendete), so ist die gesamte spätere Menschheitsgeschichte mitsamt der Institutionalisierung von Recht, politischer Herrschaft und (gezügelter) staatlicher Gewalt als ein einziger Fortschritt zu begreifen, was Steven Pinker auch für die heutige Zeit behauptet.
Der Blick der Kolonisatoren und der Aufklärung des 18. Jahrhunderts auf die außereuropäischen Völker änderte dieses Bild nicht, auch wenn es in Deutschland im Dreißigjährigen Krieg vorübergehend erschüttert wurde. Mit Turgot, Voltaire, dem Abbé de Saint-Pierre und Condorcet erscheint die ganze Menschheitsentwicklung von den „barbarischen“ Völkern Amerikas über die im Aberglauben befangenen, von Despoten beherrschten Völkern Asiens bis zu den am meisten aufgeklärten Völkern Europas als Universalgeschichte des Fortschritts. Mindestens implizit ist dann immer Europa Quelle und Vorbild allen Fortschritts, während die Versklavung ganzer Völker nur ein Beispiel dafür ist, „sich so zu verhalten, wie Menschen es schon immer getan haben“.
Ausdruck dieses Fortschritts wird zunehmend die Durchsetzung eines rationalen, nicht mehr vom Glauben abhängigen Weltbildes. Die Aufklärung spezifiziert den Fortschrittsbegriff nicht nur im Sinne der Entwicklung der materiellen Kultur und „ziviler“ Verhaltensmuster, sondern als Überwindung vorurteilsbehafteter Denkmuster und Moralvorstellungen durch die Herrschaft der Vernunft. Die Encyclopédie nennt den schnellen Fortschritt in einer Wissenschaft oder Kunst progrès.

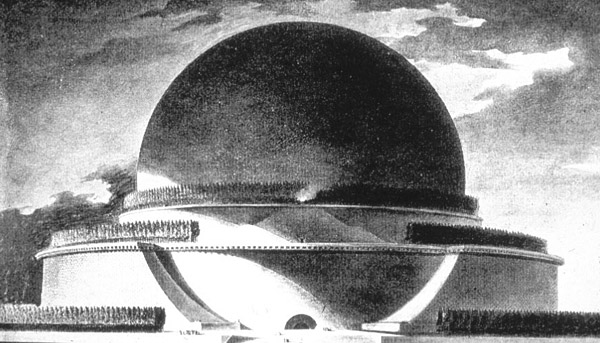
Étienne-Louis Boullée: Entwurf eines Kenotaphs für Isaac Newton (1784) – ein Symbol der weltweiten Herrschaft der Rationalität, verkörpert in der Geometrie

Dabei wird jedoch ein Widerspruch zwischen der Entwicklung der Gattung und der der Individuen deutlich. Dem fortschrittlichen Zustand der Kultur und Zivilisation entspricht nicht notwendig die sittliche Verfassung des Individuums. Rousseau geht sogar von der Verderbnis der Seelen durch die Fortschritte der Kultur und Zivilisation aus. In seinem Diskurs über die Ungleichheit (1755) versucht er zu zeigen, dass alle positiv bewerteten kulturellen Errungenschaften auch Übel wie Habgier und Egoismus mit sich bringen, die den positiven Effekt überwiegen. Allerdings kann er nur postulieren, aber nicht wirklich zeigen, dass die Ungleichheit erst mit der Landwirtschaft, mit der Einzäunung eines Stückes Land durch einen privaten Eigentümer beginnt oder dass alle Agrargesellschaften notwendig mit einem hohen Maß an Ungleichheit verbunden sind. Doch steht für ihn anders als für die meisten Aufklärer die Perfektibilität des Menschen unter dem Vorbehalt des Zufalls. Zwar wird das Individuum durch die Arbeitsteilung und Konkurrenz vielleicht reicher, doch nicht notwendig glücklicher und sittlich besser. Denkbar wird damit jeder Seinszustand des Menschen.
In Wielands Auseinandersetzung mit Rousseau verwendet er 1770 wohl zum ersten Mal den Begriff „Fortschritt“ in deutscher Sprache und im spezifischen Sinn einer Fortschrittstheorie. Für Kant handelt es sich bei dem Weg zum Gebrauch der Vernunft, zur vollkommenen Staatsverfassung und zum Weltbürgerrecht um einen Naturplan: „Man kann die Geschichte der Menschengattung im Großen als die Vollziehung eines verborgenen Plans der Natur ansehen, um eine […] vollkommene Staatsverfassung zu Stande zu bringen, als den einzigen Zustand, in welchem sie alle ihre Anlagen in der Menschheit völlig entwickeln kann.“ Dieser Naturplan betreffe allerdings nur die Gattung. Die freiheitsliebenden Menschen ließen sich aber von der Politik nicht wirksam und mit voraussehbarer Wirkung diktieren, wie sie sich verhalten. Sie müssten daher diese Naturanlagen durch eigene Tätigkeit zur Vollendung bringen, um sich zu perfektionieren. Trotz aller Zivilisiertheit bleibe der Mensch Naturmensch und von Rückfällen in die Barbarei bedroht: „Dem Egoism kann nur der Pluralism entgegengesetzt werden, d. i. die Denkungsart: sich nicht als die ganze Welt in seinem Selbst befassend, sondern als einen bloßen Weltbürger zu betrachten und zu verhalten.“

### Moderne
Während für Herder und Schelling die Natur und die Bestimmung des Menschengeschlechts miteinander harmonieren, beruht für Hegel, der von Kant die Fortschrittsidee als weltgeschichtliches Prinzip übernimmt, Fortschritt nicht mehr auf einem Naturplan; vielmehr besteht er in der Verwirklichung menschlicher Zwecke. Zwecke kommen nicht auf übernatürlichem Wege zustande, sie können nur vom Menschen gesetzt werden. Für Hegel ist anders als für Kant die bürgerliche (nicht notwendigerweise auch die politische) Freiheit bereits Wirklichkeit geworden. Der Fortschritt der Menschheitsgeschichte sei daran zu messen, inwiefern mehr Freiheit gewonnen ist, sowohl nach Seiten der Mittel hin (z. B. durch Technik) als auch hinsichtlich der Ziele (z. B. durch Entwicklung des Bewusstseins über die verfolgten Zwecke oder durch die Entwicklung des Bewusstseins als eigenes Ziel, etwa in Form der Kunst, Religion, Philosophie usw.). Mehr Freiheit bewirkt also eine Erweiterung des Möglichkeitsraums der Menschen; sie ermöglicht ihm, alternative Zwecke zu verfolgen oder eigene mit von außen auferlegten Zwecke zu harmonisieren. Gleichzeitig negiert Hegel die „gedankenlose“, weil rein quantitative Vorstellung der Perfektibilität des Fortschritts bis ins Unendliche. Die Weltgeschichte zeuge vielmehr von vielen Rückschritten, durch die der „ganze ungeheure Gewinn der Bildung vernichtet worden und nach welchen unglücklicherweise wieder von vorne angefangen werden musste, um […] mit erneuertem unermeßlichen Aufwand von Kräften und Zeit, von Verbrechen und von Leiden, wieder eine der längst gewonnenen Regionen jener Bildung zu erreichen“.
Auch für Ludwig Feuerbach spielt das Bewusstsein in Form der menschlichen Selbsterkenntnis eine wichtige Rolle als Gradmesser des Fortschritts; insbesondere zeige dieser sich im Umgang mit der Religion: Der Mensch habe sich aus seiner Abhängigkeit von der Natur befreit, indem er von der Natur losgelöste göttliche Wirklichkeiten schuf. Doch das, was frühere Religionen als etwas Objektives, nämlich als Gott verehrten, wird in der Neuzeit als etwas rein Subjektives, als menschliche Projektion erkannt und dadurch entmythologisiert.
Einen Höhepunkt erreicht der Fortschrittsgedanke in der „positiven Philosophie“ von Auguste Comte, die alle wesentlichen Positionen einer vollständigen Fortschrittstheorie enthält: der völlig Verzicht auf Metaphysik und auf die Lösung unlösbarer Probleme, die Möglichkeit der Rück- und Vorausschau des von der Natur vorgesehenen Entwicklungsweges, der Gleichklang von individueller und gesellschaftlicher Entwicklung. Aber Comte erkennt auch die zersetzende Wirkung des Fortschritts auf die traditionellen sozialen Beziehungen durch die Schaffung sozialer, geistiger und moralischer Unordnung. Für ihn spielen die Soziologie und der Vernunftkult als Stabilisierungsfaktoren eine wichtige Rolle.
Für Marx gibt es keine der Gesellschaft vorangehende Natur mehr, also auch keinen in einem Plan der Natur verankerten Fortschritt, und auch die von den Ökonomen als natürlich missverstandenen Bewegungsgesetze der Gesellschaft sind für ihn geschichtlicher Art. Treiber der Entwicklung ist dabei vor allem die Entwicklung der Produktivkräfte und damit der Arbeitsproduktivität, die als Produktivitätsfortschritt bezeichnet wird. Jede neue Generation findet die von der alten Generation erworbenen Produktivkräfte vor und entwickelt sie weiter. Damit eröffnet sich für Marx die Perspektive auf ein Reich der Freiheit, etwa durch die Möglichkeiten der Verkürzung des Arbeitstages, doch wird der Verlauf dieser Bewegung bestimmt durch die konkreten Zwänge, Abhängigkeiten und Resultate der Auseinandersetzungen innerhalb des Klassenantagonismus. Jeder technisch-zivilisatorische Fortschritt im Rahmen des Kapitalismus war bisher jedoch mit mehr Ungleichheit verbunden, wogegen sich die maschinenstürmerische Luddismusbewegung englischer Arbeiter Anfang des 19. Jahrhunderts oder der Aufstand der Seidenweber in Lyon richteten.

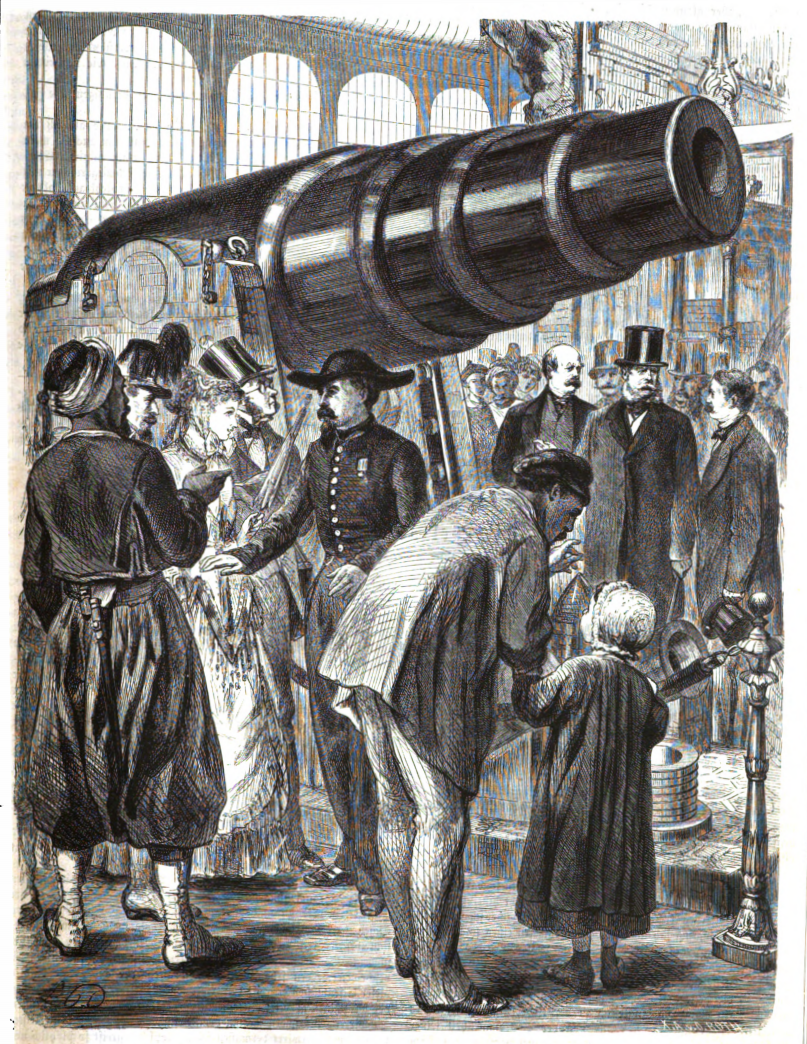
König Wilhelm von Preußen und Otto von Bismarck besichtigen die Krupp’sche Riesenkanone auf der Weltausstellung Paris 1867

Die Entwicklung des Industrieproletariats machte die Auflösung alter Ständeordnungen, Traditionen und Lebensgewohnheiten sinnfällig und verlieh dem Fortschrittsbegriff eine ideologische Funktion. Der Radikaldemokrat und utopische Sozialist Louis Blanc setzte die Fortschrittsidee politisch absolut und gründete 1839 das Organ Revue de Progrès, dem bald Zeitschriften mit ähnlichen Titeln in anderen Ländern und schließlich politische Programmparteien folgten, die den Begriff im Namen trugen wie die Deutsche Fortschrittspartei, die 1861 in Preußen gegründet wurde. So wurde er zum politischen Kampfbegriff der Liberalen und Sozialisten.
Im späten 19. und 20. Jahrhundert etablierte sich die Fortschrittsidee im Rahmen des wissenschaftlichen Weltbildes der Industriegesellschaften, das eine stetige soziale und kulturelle Höherentwicklung des Menschen voraussetzt, wozu besonders der Darwinismus mit seiner These vom Streben der Lebewesen nach Perfektion vermittels natürlicher Selektion beitrug. Die Weltausstellungen des 19. Jahrhunderts popularisierten erfolgreich die Idee des weltweiten wissenschaftlich-technischen Fortschritts und demonstrierten dessen scheinbare Allmacht. Georges Sorel zeigt, dass die Fortschrittsidee in ihrer Ambivalenz von den Sozialisten und von der Bourgeoisie entweder als eine Garantie der kommenden (immer öfter als gewaltlos vorgestellten) Revolution oder als Versicherung gegen sie betrachtet wird; in der Idee des Fortschritts drücke sich der Klassengegensatz unmittelbar aus. Karl Löwith weist darauf hin, dass der Fortschrittsoptimismus in der westlichen Philosophie nach Hegel und Marx an die Stelle der christliche Heilserwartung getreten sei.
Allerdings setzte seit den 1870er Jahren eine Gegenbewegung zum Fortschrittsglauben ein, der vor allem von deutschen Historikern wie Johann Gustav Droysen, Wilhelm Dilthey oder Wilhelm Windelband getragen wurde. Demnach betonen die Geschichts- und Kulturwissenschaft die Einmaligkeit jeder Epoche, deren Abfolge sich nicht an Entwicklungsgesetzen orientiere. Die Kulturwissenschaften haben es vielmehr mit dem Einmaligen, Individuellen und Besonderen zu tun. Für Dilthey zeigt sich der Fortschritt vor allem in der methodischen Selbstbesinnung, welche die Metaphysik hinter sich lasse.
Fortschritt und Entwicklung gelten auch heute als entscheidender Antrieb des soziokulturellen Wandels, werden jedoch differenzierter gesehen. Die Studie Grenzen des Wachstums des Club of Rome (1972) fasste zum ersten Mal wieder die Möglichkeit eines Zivilisationskollaps ins Auge. Im 21. Jahrhundert wird ein Thema wieder aufgegriffen, dass schon Kant und Hegel beschäftigt hat, aber von ihnen in unterschiedlicher Weise beantwortet wurde, nämlich die Frage, ob unendlicher Fortschritt möglich und wünschenswert sei. Zu den Anhängern dieser wachstumskritischen These gehört z. B. der Physiker David Deutsch.

## Begriff: Hintergrund, Bedeutungswandel und Kritik
Jede Entwicklung menschlicher Kulturen ist dem begrenzten, lückenhaften und fehlbaren Urteilsvermögen des Menschen unterworfen. Diese Erkenntnis führte bei den mythisch-erdverbundenen Jäger-und-Sammler-Kulturen zu einer großen Skepsis gegenüber den menschlichen Fähigkeiten. Die Erfolge der neolithischen Revolution stärkten jedoch das Selbstvertrauen der Ackerbauern und Viehzüchter, so dass ein Gefühl für die Gestaltbarkeit der Überwindung der Natur und später auch der Politik und Gesellschaft einsetzte, die zu den heutigen Zivilisationen führte. Widersprüche und Rückschläge in der Geschichte erinnerten den Menschen währenddessen nach wie vor an seine Fehlbarkeit.
Im Zuge der europäischen Expansion und verstärkt seit Beginn der industriellen Revolution hinterließ der Einfluss des Menschen auf die Erde immer deutlichere Spuren. Fortschritt wurde in diesem Zusammenhang zum politischen Schlagwort: Die Bezeichnung ist sprachlich eine Substantivierung (von fortschreiten) und ein positiv konnotierter Kollektivsingular (Sammelbezeichnung in der Einzahl, obwohl es eine Mehrzahl gibt). Kollektivsingulare werden oft verwendet, um einem subjektiven Inhalt den Charakter von Objektivität zu verleihen, ihm größeres Gewicht zu geben und in ausschließlich positivem Licht erscheinen zu lassen. Auf diese Weise sollen wertfreie Tatsachen schon vor einer gründlichen Analyse ihrer Bedeutung mit Hilfe des Red Herrings „im Namen des Fortschritts“ unkritisch positiv bewertet werden, indem sie durch Immanuel Kants Idee vom beständigen „Fortschreiten zur Vollkommenheit […] vom Schlechteren zum Besseren“ geadelt werden.
Im Rahmen dieser Idee wurde der Fortschrittsbegriff im 18. und 19. Jahrhundert von den Humanisten als gesellschaftliche Leitkategorie im Sinne einer möglichen oder sogar zwangsläufigen Perfektionierung („Perfektibilität“) des Menschen geprägt: Seine Vordenker vertraten die Annahme, dass Fortschritt als Summe aller wissenschaftlicher Erkenntnisse und technischer Neuerungen in Erscheinung treten würde, insofern diese die „Naturbeherrschung“ und den Lebensstandard vergrößern. Dies sahen sie durchaus nicht als stetigen Prozess, sondern als „turbulente“ Entwicklung mit etlichen Rückschritten und krassen Gegensätzen, wobei der Fortschritt jedoch im Endeffekt immer obsiegt. Erst auf der Grundlage des materiellen Fortschritts könne sich dann ein menschlicherer (gerechterer, moralischerer, kultivierterer) Umgang der Menschen miteinander – ein „wahrhaft menschlicher Fortschritt“ etablieren. Hegel sah die Entwicklung ebenfalls durchdrungen von vielen unmoralischen „Momenten“; Widersprüchen, Rückschlägen und Konflikten. Trotzdem empfahl er, diese Dinge nur als notwendige Begleiterscheinungen des Fortschritts zu betrachten. Würde man den Blick zu sehr auf das Negative richten, erschiene die Geschichte der Menschheit wie eine „Schlachtbank, auf welcher das Glück der Völker, die Weisheit der Staaten und die Tugend der Individuen zum Opfer gebracht werden“.
Trotz der politisch gewollten Dominanz des Begriffes ist die Fortschrittskategorie seit der Begriffsbildung umstritten. Bereits zu Beginn der Industrialisierung wurde Kritik laut. So mahnte etwa Friedrich Nietzsche, dass der „Preis des Fortschritts“ zu hoch sei, weil ihm immer etwas geopfert werden müsse, das im Endeffekt schwerer wiegen würde als sein Nutzen. Als Gegenbewegung zur Fortschrittsidee und zum Progressivismus entstanden vor allem im 19. und frühen 20. Jahrhundert Kulturzyklentheorien (Nietzsche, Spengler).
Die philosophische Betrachtung äußert sich spätestens seit der Mitte des 20. Jahrhunderts überwiegend fortschrittskritisch. So werden bei den Entwicklungstrends heute vor allem die Schattenseiten diskutiert. Vor diesem Hintergrund erscheinen viele Trends, die von breiten Teilen der Bevölkerung als Fortschritt – als historische Verbesserung der Menschenwelt – betrachtet werden, in der philosophischen Literatur als Rückschritt, so dass der Begriff ad absurdum geführt wird.
In der ersten Hälfte des 20. Jahrhunderts beklagte Albert Schweitzer:

„Der Wille zum Fortschritt hat Europa vor den anderen Erteilen groß gemacht. […] Er bezog sich sowohl auf geistige als auch auf materielle Ziele. Heute wird das Gesicht eindeutiger, es verliert diese Spannung und verliert seine Würde. […] Fortschritt wird nur noch im materiellen Sinne verstanden: mehr Kohle, mehr Öl, mehr Macht, mehr Gewinn. Fortschritt in der Qualität des Menschen, und darauf kommt es doch an, denn was nützen die Schätze der Erde, wenn der Mensch an innerem Wert verliert?“

Erich Fromm äußerte sich ganz ähnlich und sah in diesem veränderten Verständnis von Fortschritt eine Gefahr für die geistige Gesundheit der Menschen, die sich in einem krankhaften Antrieb zur Arbeit und zum sogenannten Freizeitvergnügen äußern würde.
Der Ethnologe Claude Lévi-Strauss erkennt zwei fundamental unterschiedliche Prinzipien menschlicher Gesellschaften, die er als „kalte und heiße Kulturen“ bezeichnet. Die „kalten“ Kulturen – die sich heute nur noch bei einigen wenigen naturnah lebenden Ethnien finden – beharren auf den bewährten Traditionen, da sie jeglichen menschlichen Eingriff in die kosmischen Zusammenhänge als potentielles Risiko betrachten. Die meisten modernen Zivilisationen und ihre historischen Vorläufer repräsentieren hingegen die „heißen“ Kulturen, die viel stärker der Erkenntnisfähigkeit und Kreativität des Menschen vertrauen und die nach Lévi-Strauss ein „gieriges Bedürfnis“ nach kulturellem Wandel haben. Dies hat im Lauf der Geschichte eine zunehmende Distanz vom Naturzustand verursacht: Die Menschheit versucht mehr und mehr, die Natur ihren Bedürfnissen anzupassen. In diesem Sinn beruht der Fortschritt auf dem hoffnungsvollen Streben nach einer „Idealgesellschaft“. Die sich daraus ergebenden Probleme und Risiken sind der vorrangige Ansatzpunkt für die vielfältige Kritik am Fortschritt (Kulturkritik), die es seit der Begriffsbildung gibt. Der ethnologische Ansatz, der auch das Werk von Lucien Lévy-Bruhl prägt, zerstört die universalgeschichtlichen Implikationen des Fortschrittsbegriffs, zeigt er doch, dass es nur partikulare Kulturen gibt und dass das grundlegende verschiedene Denken der naturnah lebenden Ethnien sich nicht als Vorstufe des modernen Denkens begreifen lässt. In diesem Sinne spricht der indigene US-amerikanische Historiker Jack D. Forbes von einer Krankheit des Kapitalismus – der Wétiko-Psychose –, die die Menschen zwingt, rücksichtslos das Eigentum, die Gesundheit und das Leben Anderer zu konsumieren, mit einer Tendenz zu weiterer Verschärfung.
Seit der Entstehung der Umweltbewegung in den 1970er Jahren wird vor allem die Annahme der Unbegrenztheit des (materiell-technologischen) Fortschritts kritisiert, da er in direkter Verbindung mit der Produktionssteigerung stehe, die aufgrund der Ressourcenknappheit keine unbegrenzte Steigerung zulassen würde, sowie existenzbedrohende, globale Umweltveränderungen verursache. Vor diesem Hintergrund sehen die Kritiker das mögliche Ende eines jeden Fortschritts beziehungsweise die dringende Aufgabe, den Fortschrittsbegriff völlig neu zu definieren.
Zu Beginn des 21. Jahrhunderts versucht etwa der Philosoph Denis Mäder den Fortschrittsbegriff „zeitgemäß“ umzudeuten und wieder positiv zu belegen. Er möchte im Fortschritt ethisch vertretbare Entwicklungen sehen, indem er vorschlägt, den Fortschrittsbegriff an die Wahl der Mittel zu koppeln:

„Fortschritt setzt voraus, dass uns die gewählten Mittel nicht wie die Darbietung von Opfern vorkommt; oder er setzt zumindest die Bereitschaft voraus, Opfer zu bringen und also einen Preis zu zahlen“

Er schlägt vor, den Fortschritt in diesem Sinne wieder mit seiner ursprünglichen Bedeutung – der Verbesserung – gleichzusetzen und anzuerkennen, dass es demgegenüber Entwicklungen gibt, die Rückschritte darstellen und positive Entwicklungen, die nur zeitlich und räumlich begrenzt vorkommen und nicht die gesamte Menschheit umfassen. Er spricht dabei von „Fortschritt-im-Gegensatz“.
Die (häufig abwertende) Bezeichnung Fortschrittsglaube wird von Kritikern verwendet, um deutlich zu machen, dass die Zuschreibung auf den Wertvorstellungen des Betrachters beruht oder um auf eine (angeblich) dogmatische Verwendung des Fortschrittsbegriffs hinzuweisen. Verschiedene Autoren wie etwa Hermann Lübbe, Harald Haarmann, Eva Horn und Walter Benjamin sprechen von einer Fortschrittsideologie, um deutlich zu machen, dass „Fortschritt“ in verschiedenen Zusammenhängen verwendet wird, um Veränderungen ohne nähere Begründung ideologisch zu rechtfertigen.

## Fortschrittsindikatoren
Die Diskussion um den Fortschrittsbegriff und die objektive Messbarkeit des Fortschritts ist nach wie vor umstritten, wie am Beispiel zweier Zitate deutlich wird, die die beiden Positionen verdeutlichen:
Stellvertretend für die Befürworter steht insbesondere der US-amerikanisch-kanadische Psychologe Steven Pinker. Er hält die Einschätzung von Fortschritt für objektivierbar, indem er die Entwicklung an universellen Wertvorstellungen misst, die unabhängig von kulturellen Prägungen überall gelten würden.

„Die meisten Menschen stimmen darin überein, dass Leben besser ist als Tod. Gesundheit ist besser als Krankheit. Nahrung ist besser als Hunger. Wohlstand ist besser als Armut. Frieden ist besser als Krieg. Sicherheit ist besser als Gefahr. Freiheit ist besser als Tyrannei. Gleiche Rechte sind besser als Engstirnigkeit und Diskriminierung. Alphabetismus ist besser als Analphabetismus. Wissen ist besser als Ignoranz. Intelligenz ist besser als Dummheit. Glück ist besser als Leid. Gelegenheiten, Familie, Freunde, Kultur und Natur zu genießen, sind besser als Schufterei und Monotonie. Alle diese Dinge lassen sich messen. Haben sie im Laufe der Zeit zugenommen, so ist das Fortschritt“

Eine sehr weitgehende Kritik am Fortschritt hat der Umweltschützer, Philosoph und Träger des „alternativen Nobelpreis“ Edward Goldsmith 1992 mit seinem Buch „Der Weg – Ein ökologisches Manifest“ geäußert. Er steht hier für die Assoziationen, die vor allem von Globalisierungskritikern, Umweltschützern und anderen gesellschaftskritischen Strömungen mit dem Fortschrittsbegriff in Verbindung gebracht werden.

„Heute streben wir mit der Globalisierung von Fortschritt rapide einer weltweiten ökologischen Disklimax entgegen, in der der moderne Mensch dreitausend Millionen Jahre der Evolution effektiv ins Gegenteil verkehrt haben wird, um eine verarmte und zerstörte Welt zu schaffen, die immer weniger in der Lage ist, komplexe Lebensformen wie den Menschen zu tragen. […] Fortschritt schafft Bedingungen, die zunehmend außerhalb unseres „Toleranzbereiches“ liegen. – Das ist ein Prozeß, der, wenn er lange genug zugelassen wird, letztendlich das Aussterben unserer Art bedeuten muß.“

Im Folgenden werden die Trends erörtert, die häufig in Zusammenhang mit Fortschritt gesehen werden. Die Ambivalenz der Entwicklungen macht deutlich, dass die Entscheidung, ob und wie Entwicklungen bewertet und benannt werden, im Endeffekt jedem Menschen selbst überlassen bleibt.

### Kürzere Arbeitszeiten
Die Forscher Michael Huberman und Chris Minns veröffentlichten Schätzungen der wöchentlichen Arbeitszeit bis zurück ins späte 19. Jahrhundert. Die Daten zeigen, dass die Zahl der Arbeitsstunden stark gefallen ist. Vollzeitkräfte arbeiten heute 20 oder sogar 30 Wochenstunden weniger als im 19. Jahrhundert.
Weitet man den Betrachtungszeitraum jedoch aus, wird erkennbar, dass die enorm langen Arbeitszeiten während der industriellen Revolution (beispielsweise bis zu 85 Stunden wöchentlich im Jahr 1830 in Österreich) eine Ausnahme in der Menschheitsgeschichte darstellen. So lag die Wochenarbeitszeit eines Arbeitnehmers im Europa des 16. Jahrhunderts laut Bert Rürup bei knapp unter 40 Stunden. Zieht man den modernen Urlaubsanspruch ab, war das nur wenig mehr als heute. Nach Berechnungen von Ethnologen mussten Jäger-und-Sammler-Kulturen in tropischen, nahrungsreichen Regionen jahrtausendelang nur 14 bis 21 Stunden pro Woche für die Nahrungsbeschaffung und -zubereitung aufwänden. Marshall Sahlins bezeichnete sie daher als die ursprünglichen Wohlstandsgesellschaften.
Im Übrigen ist die Einstellung zur Arbeit von Kultur zu Kultur unterschiedlich: Während Arbeit im Westen vor allem mit „Leid oder Mühsal“ verbunden wird, gibt es Kulturen, in denen der Arbeitsbegriff ausschließlich positiv belegt ist. Dabei ist die Auffassung, welche Tätigkeiten als Arbeit oder Freizeit, Schicksal oder Lebenssinn aufgefasst werden, ebenfalls sehr unterschiedlich.

### Zunehmende Alphabetisierung

Schätzungen des Bevölkerungsanteils der über 14-Jährigen, die lesen und schreiben können, für den Zeitraum 1800–2014

Die Alphabetisierung – also die Fähigkeit, lesen zu können – gilt als grundlegender Indikator der von den Industrieländern initiierten Entwicklungszusammenarbeit und wird demnach meist unkritisch als Fortschritt betrachtet.
Während die frühesten Formen der schriftlichen Kommunikation auf etwa 3.500 bis 3.000 v. Chr. zurückgehen, blieb die Alphabetisierung über Jahrhunderte eine wenig verbreitete Fähigkeit (Ausnahme: Römisches Reich), die eng mit der Ausübung von Macht verbunden war. Nach erheblichem Verlust von Schriftlichkeit zum Ende der Spätantike nahm die Buchproduktion im Mittelalter wieder zu, und die Alphabetisierung der allgemeinen Bevölkerung gewann in der westlichen Welt langsam (wieder) an Bedeutung. Zwar war das Bestreben der allgemeinen Alphabetisierung in Europa eine grundlegende Reform, die aus der Aufklärung hervorging. Es brauchte jedoch Jahrhunderte, bis sie vollständig umgesetzt wurde. Erst im 19. und 20. Jahrhundert wurde die Alphabetisierung in den frühindustrialisierten Ländern zum Standard.
Aus historischer Sicht ist der Alphabetisierungsgrad der Weltbevölkerung in den letzten Jahrhunderten drastisch gestiegen. Während 1820 nur 12 % der Menschen auf der Welt lesen und schreiben konnten, hat sich der Anteil heute (Stand: 2015) umgekehrt: Nur 17 % der Weltbevölkerung sind noch Analphabeten. In den letzten 65 Jahren (Stand: 2015) ist die weltweite Alphabetisierungsrate alle 5 Jahre um 4 Prozentpunkte gestiegen – von 42 % im Jahr 1960 auf 86 % im Jahr 2015.
Die Lesefähigkeit ist eine wesentliche Voraussetzung zur Vermittlung einer standardisierten Allgemeinbildung, die – vordergründig betrachtet – zur kontinuierlichen Verringerung von Bildungsungleichheiten führen soll. Gleichzeitig werden damit jedoch auch die Normen und Werte der – nach Ende des real existierenden Sozialismus – marktwirtschaftlich orientierten Kulturen vermittelt. Dies fördert höchst effizient die Akkulturation und schließlich die Assimilation der Menschen in den Entwicklungsländern in die Globalgesellschaft: Traditionelles Wissen, das im Rahmen der lokalen Zusammenhänge eine konkrete, ganzheitliche Orientierung ermöglicht und ein Stützpfeiler jeder Kultur darstellt, wird durch eine vereinheitlichte, zum Universellen strebende Bildung ersetzt, die für die Einheimischen künstlich und lebensfern ist, weil ihr oberstes Ziel die Eingliederung der Menschen in die Konsumgesellschaft ist. Ivan Illich sprach in diesem Zusammenhang von einem unbewussten (Bildungs-)Ritual, mit dem der Westen permanent neue „fortschrittliche Verbraucher“ erzeuge und den „Mythos vom endlosen Konsum“ erhalte. Nach Richard Münch fördert die standardisierte Bildung soziologisch betrachtet eine Verringerung der kulturellen Vielfalt, die langfristig dazu führen könnte, die Evolution alternativen Wissens zu verhindern. Solche alternativen Weltbilder sind jedoch die Grundlage für ganz neu gedachte, innovative Lösungen großer Probleme.
Eine weitere Gefahr der (auf die reine Technik des Lesens und Schreibens ohne Vermittlung von einordnender Medienkompetenz konzentrierten) Alphabetisierung liegt im beliebigen Umgang mit den neuen Medien, die eine enorme, weltweite Beschleunigung der Kommunikation zur Folge haben. Zum einen folgt daraus eine weitere Bedrohung für die kulturelle Vielfalt zugunsten hegemonialer Trends, und zum anderen könnte sie nach Ansicht einiger Wissenschaftler zu einer ungebremsten Verbreitung von destabilisierenden Ideologien aller Art führen.

### Sicherheitstrends
Nach einer von Manuel Eisner im Jahr 2003 veröffentlichten Studie hat die relative Häufigkeit von Morden in einigen europäischen Ländern seit dem Mittelalter kontinuierlich abgenommen. Eine Ausnahme unter den Industrienationen bilden die Vereinigten Staaten: Die Mordrate war zwischen 1900 und 2000 vier- bis neunmal so hoch wie in Großbritannien. Zudem weist die Kurve viel größere Schwankungen auf und erst nach 2000 zeichnet sich ein Trend nach unten ab.
Gefallen ist die Tötungsrate in Asien, ebenso in Südafrika, wenn auch bei immer noch hoher Rate. Demgegenüber stehen schwankende Zahlen für viele Länder Mittel- und Südamerikas.

### Steigende Lebenserwartung
Die Lebenserwartung der Menschen hat sich in den vergangenen 150 Jahren mehr als verdoppelt. In Europa begann diese Entwicklung in den 1770er Jahren, die anderen Kontinente folgten ca. 100 Jahre später. Schlusslicht ist Afrika, wo die Lebenserwartung erst in den 1920er Jahren zu steigen anfing.
Eine steigende Lebenserwartung verändert die Altersstruktur der Gesellschaft. Dies hat soziale Auswirkungen, die das Zusammenleben der Generationen belasten kann.
Laut einer amerikanischen Studie aus dem Jahr 2011 gehe die gestiegene Lebenserwartung mit einem verschlechterten Gesundheitszustand der alten Menschen einher. So sei auch die Zahl der Lebensjahre, in denen Menschen eine schwere Erkrankung erleiden, gestiegen. Eine Untersuchung vom Wissenschaftszentrum Berlin für Sozialforschung kam 2008 hingegen zu dem Ergebnis, dass die meisten Länder Europas und die USA einen deutlichen Anstieg auch der gesunden Lebenserwartung vorweisen könnten.

### Sinkende Kindersterblichkeit
Seit dem Beginn der Aufklärung ist die Kindersterblichkeit rapide gesunken. In den reichen Ländern liegt sie heute weit unter 1 %. Dies ist eine neue Entwicklung, die einen enormen Rückgang darstellt. In der frühen Neuzeit war die Kindersterblichkeit sehr hoch: In Schweden starb im 18. Jahrhundert jedes dritte Kind und in Deutschland im 19. Jahrhundert jedes zweite Kind. Mit zunehmendem Wohlstand und Wissen und entsprechenden Angeboten im Gesundheitswesen sank die Kindersterblichkeit im 20. Jahrhundert weltweit sehr schnell: von 18,2 % im Jahr 1960 auf 4,3 % im Jahr 2015.
Insbesondere in den sogenannten Entwicklungsländern sind die Geburtenraten traditionell sehr hoch, um die (früher) hohe Kindersterblichkeit auszugleichen. Während die Sterblichkeit auch dort immer mehr zurückging, sanken die Geburtenraten nicht sofort und in gleichem Maße, sodass mehr Kinder erwachsen werden. Dies hat dort zum Teil zur Überbevölkerung geführt, mit deutlichen Folgen für die Verfügbarkeit und Regenerationsfähigkeit der natürlichen Ressourcen, für die Versorgung der Bevölkerung mit Nahrung und Wasser sowie für den sozialen Frieden.

### Medizinischer Fortschritt
Da das Ziel der Medizin die Verbesserungen der Gesundheit und der Lebensbedingungen für den Menschen ist, indem Krankheiten frühzeitig erkannt, verlangsamt, gelindert, geheilt oder verhindert werden können, wird die Bewertung medizinischer Fortschritt allgemein anerkannt. Vorstellungen über die Verschlechterung des menschlichen Genpools, die eine Unterbrechung der natürlichen Evolutionsfaktoren durch die Medizin annehmen (siehe auch Eugenik) gelten heute als überholt. Es gibt etliche Hinweise darauf, dass die menschliche Evolution weiterhin – zum Teil neuartig verändert – stattfindet.

### Weniger Kriege und Kriegsopfer

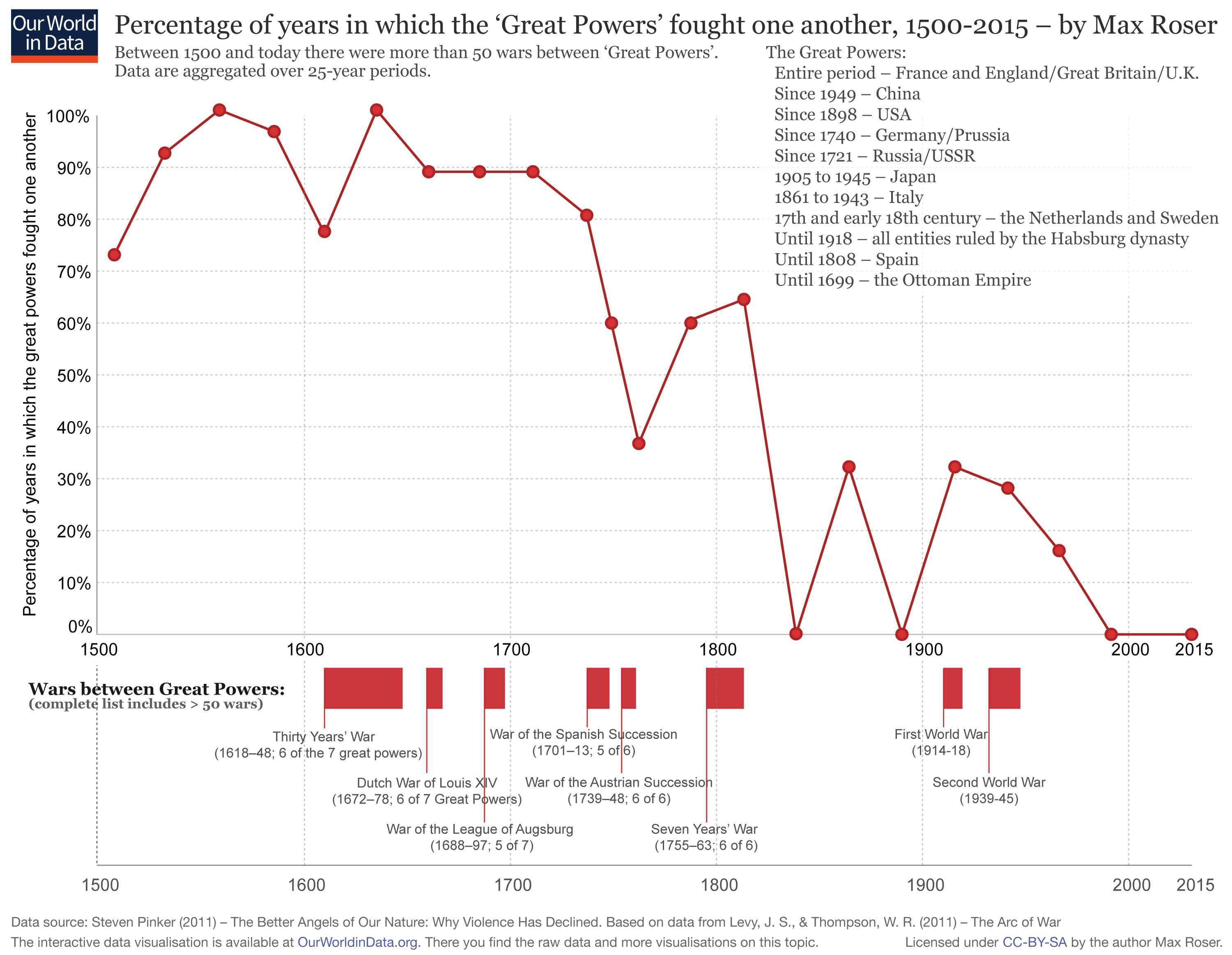
Prozentsatz der Jahre 1500–2015, in denen „große Reiche“ untereinander Krieg führten

Die Datensammlungen und Aufbereitungen von Our World in Data legen nahe, dass wir gegenwärtig in der friedlichsten Zeit der Menschheitsgeschichte leben. Die Grafik zeigt im Zeitraum der Jahre von 1500 bis 2015 den Prozentsatz der Jahre, in denen „große Reiche“ untereinander Krieg führten. Die Daten sind über Abschnitte von 25 Jahren aggregiert. Im Mittelalter war Krieg praktisch der Normalzustand. Seit Beginn des Zeitalters der Aufklärung um das Jahr 1700 gab es einen Rückgang. Seit einigen Jahrzehnten ist die Kurve bei Null. Auch die Zahl der Kriegstoten pro Gesamtbevölkerung und Konfliktdauer ist deutlich gesunken. Dies kontrastiert allerdings mit den parallel erreichten kriegs- und bürgerkriegsbedingten Negativrekorden der zunehmenden Vertreibung, Flucht und erzwungenen Migration in den ersten zwei Jahrzehnten des 21. Jahrhunderts.
Der für die UNO erstellte Bericht des Human Security Report Project von 2013 erkennt darin die Wirkung internationaler Vermittlungspolitik, gegenseitiger wirtschaftlicher Abhängigkeiten, zunehmender Demokratisierung, effektiverer Staatsgewalt und der Ächtung militärischer Gewalt durch die Staatengemeinschaft.
Ob sich dieser Fortschrittstrend fortsetzen wird, wird von einzelnen Friedensforschern in der zweiten Dekade des 21. Jahrhunderts bezweifelt: Zum einen wird vor den Risiken gewarnt, die durch eine Verschiebung oder Spaltung der „Machtblöcke“ entstehen. Die internationale Zusammenarbeit schwindet; vor allem durch den EU-Austritts des Vereinigten Königreichs (Brexit), fehlende Einigkeit innerhalb der Europäischen Union, eine drohende Abkehr von ihren europäischen Bündnispartnern und eine unklare Außenpolitik der USA unter Präsident Trump sowie veränderte außenpolitische Bestrebungen Russlands und Chinas. Der 2022 von Russland begonnene Krieg in der Ukraine wird vielfach als Rückschritt in die als überwunden geglaubte Zeit zwischenstaatlicher Gewalt gewertet.
Zum anderen ist die Wahrscheinlichkeit, dass ein irrtümlicher Start oder ein Unfall mit einer Atomrakete stattfindet, dass Terroristen in Besitz von Massenvernichtungswaffen gelangen oder unverantwortliche Militärführungen trotz der verheerenden Folgen einen Präventivschlag mit solchen Waffen führen, aufgrund der vorhandenen Arsenale hoch. Es ist davon auszugehen, dass die darauf folgende nukleare Eskalation die Menschheit auslöschen würde.

### Einkommen, Lebensstandard und Güterverteilung
Bis zum Ende des 20. Jahrhunderts wurde der Unterschied zwischen den Durchschnittseinkommen der reichen und armen Länder stetig größer. Seitdem hat sich das Bild geändert: Während einige Entwicklungsländer durch enorm hohe Wachstumsraten, eine zunehmende Zahl von Reichen bis hin zu steigenden Einkommen in der Mittelschicht ihren Lebensstandard im Schnitt verbessern konnten und nunmehr zu den Schwellenländern gerechnet werden, sind die Unterschiede zwischen Reich und Arm in vielen Industrieländern größer geworden. Die wirtschaftliche Globalisierung ist die Ursache für diese Verschiebungen zu neuen Mustern der Ungleichverteilung mit vielfach noch größeren Unterschieden. Allein der materielle Wohlstand – sprich: die Verfügbarkeit und Vielfalt von Konsumgütern – hat durch den Welthandel fast überall zugenommen.
Dieser „Fortschritt“ wird beispielsweise durch die enormen Mengen Plastikmüll in der Umwelt sichtbar, der in den Entwicklungsländern fast gar nicht recyclet oder verbrannt wird. Da der moderne Lebensstil in erster Linie auf Konsum aufbaut, sagt die internationale Studie Living Planet Report, die jährlich vom Global Footprint Network herausgegeben wird, dass wir fast fünf weitere Planeten wie die Erde bräuchten, wenn alle Menschen so leben würden wie die US-Amerikaner heute (2014). In Deutschland ist der ökologische Fußabdruck mehr als doppelt so groß wie die weltweit durchschnittlich verfügbare Biokapazität.

### Seuchengefahr
Die in vielen Regionen der Welt stetig zunehmende Besiedlungsdichte hat in Verbindung mit der ebenfalls größeren Mobilität schon frühzeitig zu etlichen Epidemien geführt, die im Laufe der Geschichte viele Millionen Tote hinterließen. Die Gefahr durch die Pest und die Pocken, die über Jahrhunderte immer wieder massiv auftraten, wurde vor allem durch die Entwicklung und Anwendung der vorbeugenden Impftechnik drastisch reduziert. Das Gleiche gilt – jedoch noch nicht umfassend – für Typhus und Cholera. Manche Erreger – wie etwa Grippeviren – sind sehr anpassungsfähig und variabel, sodass ständig neue Impfstoffe entwickelt werden müssen. Gegen manche gefährlichen Erreger gibt es noch keine Impfstoffe (in der Entwicklung sind etwa: Malariaimpfstoff, Dengue-Virus-Impfstoff und HIV-Impfstoff).
Noch in den 1970er Jahren war die Wissenschaft zuversichtlich, bald alle Infektionskrankheiten besiegt zu haben. Seit der Jahrtausendwende mehren sich jedoch Stimmen, die das genaue Gegenteil vorhersagen. Obwohl die Erreger und Übertragungswege sehr unterschiedlich sind, begünstigt die moderne Lebensweise des Menschen ihre Ausbreitung und damit die Gefahr weltweiter Pandemien mit Millionen von Opfern. Wenngleich die Bedrohungslage wächst, gilt bis heute, dass beim Ausbruch von Seuchen im Schnitt deutlich weniger Menschen sterben als früher.
- Die Massentierhaltung steigert durch die routinemäßige Verwendung von Antibiotika die Häufigkeit von Mutationen bei den Erregern und damit das Risiko, dass ein gefährlicher Krankheitskeim entsteht.[71]
- Die Zunahme des internationalen Flugverkehrs und der Migration großer Bevölkerungsgruppen kann zu einer enorm beschleunigten und unkontrollierbaren Krankheitsverbreitung führen.[72]
- Die globale Erwärmung begünstigt die Ausbreitung tropischer Mücken- und Zeckenarten und im Wasser lebender Einzeller in angrenzende Regionen und mit ihnen von Krankheiten wie Denguefieber, Malaria und Typhus. Die Weltgesundheitsorganisation schätzte 2018, dass fast die Hälfte der Weltbevölkerung von einer Dengue-Infektion bedroht ist.[72][73]
- Die Rodung tropischer Regenwälder und die Einführung von Nutztieren in diese biologisch besonders vielfältigen und hochdynamischen Ökosysteme erhöht die Wahrscheinlichkeit neuartiger Kombinationen von Lebewesen. Dabei passen sich immer wieder Erreger an den menschlichen Organismus an, die zuvor nur Tiere befielen.[74][75]
- Das rasante Anwachsen der Städte in den Entwicklungs- und Schwellenländern sowie die Entstehung von immer größeren Slums ohne ausreichende Ver- und Entsorgungssysteme (Leitungsnetze, Kanalisation, Müllabfuhr) fördern unhygienische Zustände. In Verbindung mit Armut und mangelhafter Aufklärung der Neubürger aus wenig gebildeten Schichten entstehen dort ideale Bedingungen für Erreger jeglicher Art.[76]

### Technischer Fortschritt

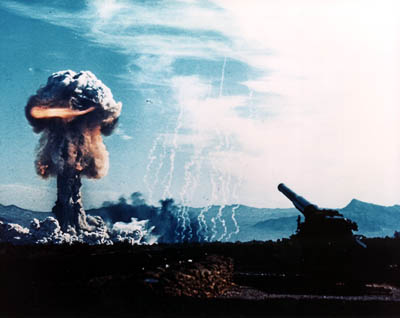
Auch moderne Waffensysteme sind das Ergebnis des technischen Fortschritts

Der Fortschrittsbegriff wird heute vielfach allein auf den technischen Fortschritt reduziert. Dies ist kaum verwunderlich, da der zunehmend schnellere Wandel zu immer leistungsfähigeren, technischen Systemen offensichtlich ist. Der Soziologe Johannes Weyer schreibt, dass technische Neuerungen von der Gesellschaft „als eine Art Sachzwang, der uns beherrscht und uns diktiert, wie wir sie zu nutzen haben“ wahrgenommen wird. Er macht jedoch darauf aufmerksam, dass die Richtung dieser Entwicklungen keinem „Naturgesetz“ folgt, sondern von politischen Entscheidungen gelenkt wird. Als Beispiel nennt er unter anderem den Elektromotor, der zu Beginn des 20. Jahrhunderts die meistverbreitete Antriebsform für Fahrzeuge war. Dennoch hat sich der Verbrennungsmotor durchgesetzt, der von verschiedenen Interessengruppen bevorzugt wurde. Erst in Zusammenhang mit der aktuellen Nachhaltigkeitsdebatte erlebt der Elektroantrieb erneutes Interesse. Welche Antriebsform sich spätestens nach dem Versiegen der Erdölvorräte durchsetzen wird und ob und wie die Zukunftsprobleme in den Bereichen Umwelt, Energie oder Verkehr gelöst werden, wird wiederum maßgeblich vom Einfluss ganz unterschiedlicher Akteure abhängen – und nicht (nur) von rationalen Überlegungen. Um hier Fehlentscheidungen zu minimieren, wurde das Instrument der Technikfolgenabschätzung geschaffen, das allerdings nur dann wirkt, wenn die Politik die Prognosen beachtet.
Die Geschichte hat gezeigt, dass insbesondere die technische Entwicklung häufig neue Probleme schafft, die alles andere als „fortschrittlich“ sind: Das eindrücklichste Beispiel dazu ist die Kernenergie, deren vielfältige Risiken die Anti-Atomkraft-Bewegung der Öffentlichkeit bekannt gemacht hat, oder der Missbrauch dieser Energieform für die Atombombe als Massenvernichtungswaffe.

### Umweltprobleme
Die Kritiker des Fortschrittsgedankens verweisen vor allem auf die fortschreitende Belastung der Ökosysteme durch den sich zunehmenden vergrößernden ökologischen Fußabdruck der Menschheit, der wiederum erst durch die enorme Effektivitätssteigerung der modernen Technik entstehen konnte. Von neun Belastungsgrenzen des Planeten waren bis 2023 sechs überschritten worden: Die Aussterberate lag beim Zehn- bis Hundertfachen des als sicher erachteten Grenzwerts; die für die globale Erwärmung maßgebliche CO2-Konzentration in der Atmosphäre war etwas mehr als 15 % über der Grenze; der Phosphoreintrag in die Gewässer betrug mehr als das Doppelte des Grenzwerte; die Bindung von Stickstoff war auf über das Dreifache der vertretbaren Menge gestiegen; und der als Indikator für Landnutzungsänderungen Anteil verbliebener Waldfläche war 15 % kleiner als die Grenze.

## Geschichtsphilosophische Betrachtung

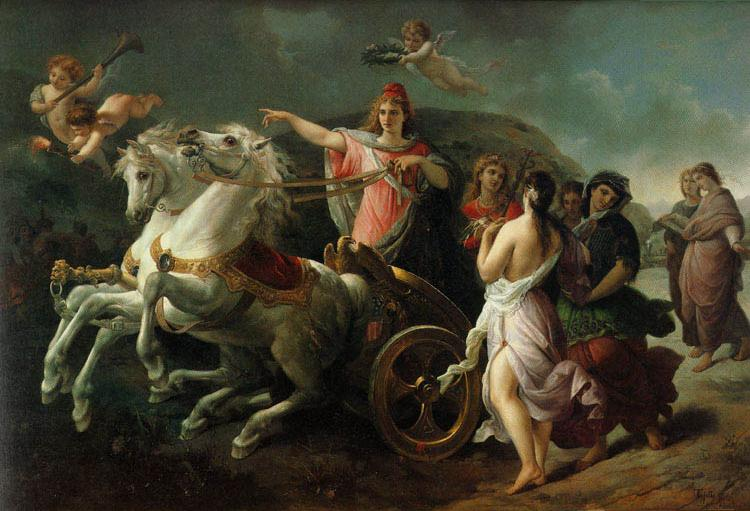
Der Fortschritt Amerikas (Progress of America), Domenico Tojetti, 1875, Oakland Museum of California

Die Deutung von Geschichte unter der Interpretation einer Fortschrittsentwicklung bezeichnet man als fortschrittstheoretische Geschichtsdeutung (zum Beispiel zahlreiche Vordenker der Aufklärung, Kritischer Rationalismus von Karl Popper), der gegensätzliche Ansatz wird als verfallstheoretischer Geschichtsdeutungsansatz bezeichnet (z. B. Goldenes Zeitalter, Ende der Geschichte).
Der vieldeutige Begriff hat erhebliche geschichts- und kulturphilosophische Auswirkungen und prägt in besonderer Weise das Weltbild der westlichen Moderne. Er wurde zuerst von den Stoikern als προκοπή (prokope) geprägt und ging später als progressus oder progressio in den lateinischen Wortschatz ein. Neben seiner philosophischen Bedeutung, unter anderem bei Cicero, breitete er sich auch auf andere Gebiete aus, z. B. als militärischer Ausdruck für den Vormarsch einer Armee im Gegensatz zum re-gressus, dem Rückzug. Über das französische progrès hielt das Wort Anfang des 18. Jahrhunderts schließlich auch Einzug in die deutsche Sprache und galt ab 1830 als Schlagwort der Politik und Philosophie im Hinblick auf die Weiterentwicklung der Menschheit. Exemplarisch sei hier Hegels berühmter Satz aus seinen Vorlesungen über die Philosophie der Geschichte genannt: „Die Weltgeschichte ist der Fortschritt im Bewußtsein der Freiheit – ein Fortschritt, den wir in seiner Notwendigkeit zu erkennen haben.“ Sprachwissenschaftlich gesehen handelt es sich beim Wort Fort-schritt um eine Lehnübersetzung aus dem lat. pro-gressus.
Das Fortschrittsdenken setzte sich in der Neuzeit in Europa und in Nordamerika durch. Im Zeitalter der Aufklärung bekam die Vorstellung eines ständigen Fortschritts der Menschheit einen erheblichen Schub. Ihre Verbreitung wurde auch durch die Verbreitung des Evolutionsgedankens als Alternative zu den traditionellen zyklischen Geschichtsbildern (altägyptische Vorstellungen, Thukydides) oder auf ein erlösendes Endziel zusteuernden Ende der Geschichte (Christentum, Augustinus) unterstützt. Vielen Menschen des westlichen Kulturraumes erscheint die Idee, dass es „Fortschritt“ gebe, so selbstverständlich, dass ihnen nicht bewusst ist, dass es auch völlig andere, dazu im Widerspruch stehende, weltanschauliche Axiome gibt.

### Definition
Das Fortschrittsdenken beinhaltet folgende geschichtsphilosophischen Axiome:
- Die geschichtliche Entwicklung verläuft linear.
- Der allgemeine Zustand wird zunehmend besser, eventuell durch Rückschläge unterbrochen („Kulturoptimismus“).
- Eventuell kommt noch die Vorstellung hinzu, dass die Veränderungen einem Ziel zusteuern („Teleologie“).
- Oft ist mit dem Fortschrittsglauben die Vorstellung verbunden, dass sich Geschichte planvoll entwickle.

Das zugehörige Adjektiv fortschrittlich hat in innerkommunistischen Diskursen auch lobende Bedeutung für (z. B. ‚bürgerliche‘) Theoretiker, die keine Marxisten sind.

### Linearität der geschichtlichen Veränderung
Durch die Vorstellung der Linearität werden grundlegende Begriffe unserer politischen Orientierung impliziert. So gilt als fortschrittlich oder progressiv, wer auf diesem (eindimensionalen!) Weg vorangeht, also den geschichtlichen Prozess potenziell beschleunigt. Als konservativ in diesem Sinn gilt hingegen, wer den linearen Bewegungsablauf bremsen oder anhalten will, als reaktionär, wer ihn umkehren, also rückwärts gehen will. Zu beachten ist, dass diese Begrifflichkeiten zum Aneinandervorbeireden führen, wenn der Gesprächspartner das Axiom einer linearen geschichtlichen Veränderung gar nicht akzeptiert, oder wenn er sie in eine andere Richtung verlaufen sieht.

### Naturrealismus
Im Sinne des Naturrealismus bedeutet (technischer) Fortschritt immer ein Entfernen des Menschen von der Verbindung mit der Natur. Diesem voran steht der Glaube, der Mensch sei kein Teil der Natur, sondern wäre dieser überlegen und habe sie planvoll zu entwickeln. Dies entspricht der zentralen Motivation von modernen Zivilisationen, die von der Ethnologie auch als „heiße“ Gesellschaften bezeichnet werden. Demgegenüber stehen die „kalten“ Gesellschaften – die naturangepassten Gemeinschaften –, die vielfältige kulturelle Institutionen entwickelt haben, um den Fortschritt zu vermeiden und die bewährte Lebensweise zu bewahren → siehe dazu Kalte und heiße Kulturen oder Kulturelemente.

### Kulturoptimismus

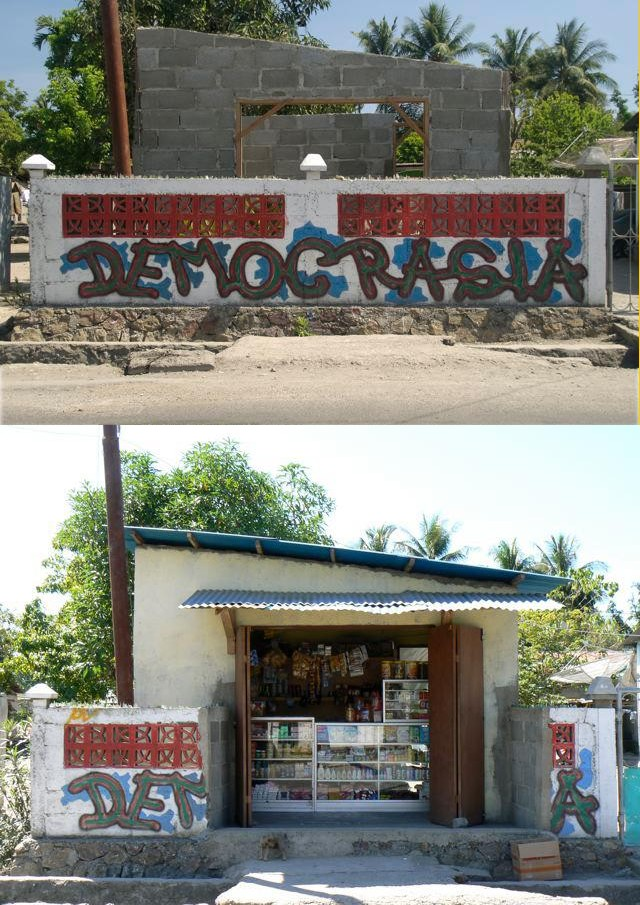
Fortschritt zu Lasten der „Demokratie“ (Osttimor)

Der neuzeitlich-aufklärerische Fortschrittsoptimismus begann im 18. Jahrhundert mit Turgot, Voltaire und Condorcet. Voltaire will die bislang vorherrschende Geschichtstheologie der christlichen Glaubenslehre durch eine auf Vernunft gründende, dem Fortschritt aufgeschlossene Geschichtsauffassung ablösen. Auguste Comte ergänzt im 19. Jahrhundert mit der Überzeugung, dass die Geschichte neben dem technischen Fortschritt einen ethischen Fortschritt (Lösung sozialer Probleme, allgemeine Zunahme von Humanität) mit sich bringt. Für Hegel ist Geschichte die ständige Zunahme von Vernunft durch einen dialektischen Prozess.
Der Kulturoptimismus unterstellt, dass Veränderung im Regelfall eine Verbesserung ist. Daraus resultiert eine positive Bewertung des „Neuen“ sowie eine negative Bewertung des „Alten“, also „Überholten“. Entsprechend diesem Denken wird unsere heutige Zivilisation als besser als frühere bewertet und es wird angenommen, dass zukünftige Zivilisationen besser als unsere heutige sind.
Das Fortschrittsdenken beinhaltet oft auch die Vorstellung, „Utopien“ (griech. ou tópos = kein Ort, Nirgendwo), etwa gesellschaftspolitischer Art, verwirklichen zu können. Noch nie Dagewesenes erscheint dem Kulturoptimisten als grundsätzlich erreichbar, ja geradezu als Inhalt des politischen Denkens.

### Teleologie
Teleologie (altgriechisch τέλος télos, deutsch ‚‚Zweck, Ziel, Ende‘‘ und λόγος lógos ‚Lehre‘) ist die Lehre, dass Handlungen oder Entwicklungsprozesse an Zwecken orientiert sind und durchgängig zweckmäßig ablaufen.
Der Glaube an ein Endziel der geschichtlichen Veränderungen ist sehr alt und beruht in unserem Kulturareal auf alten biblischen Vorstellungen. Die Vorstellungen, wie dieses Endziel aussehen werde (deskriptiv) oder auszusehen habe (normativ) gehen weit auseinander.
Gleichwohl ist ein vom Ende her gedachter Zweck eine verbreitete Vorstellung. Religiös gibt es den Glauben an ein „Drittes Reich“ (nach dem ersten bis Jesus Christus und dem zweiten danach), das ewig („tausendjährig“) besteht. Adolf Hitler griff diese mythischen Vorstellungen auf und machte sie sich zunutze, indem er suggerierte, das von ihm geplante oder begonnene Reich sei ein Endziel und verfolge Endzwecke.
Auch der Kommunismus hat, auch unter dem Einfluss von Hegel, eine solche teleologische Vorstellung. Die klassenlose Gesellschaft der marxistischen Theorie, die letztendlich auch den Staat absterben lässt, ist eine Gesellschaft, in der jeder nach seinen Bedürfnissen leben kann. Wann dies zu erreichen ist und ob das gewissermaßen automatisch kommt, oder ob es durch Handlungen (Klassenkampf) herbeigeführt werden muss, darüber sind sich die verschiedenen Fraktionen marxistischer Weltanschauung uneinig.
Nicht immer ist mit dem Fortschrittsdenken ein teleologisches Konzept verbunden: Fortschritt kann auch ohne bestimmtes Ende, also ergebnisoffen, gedacht werden.

### Entwicklung, Vorsehung

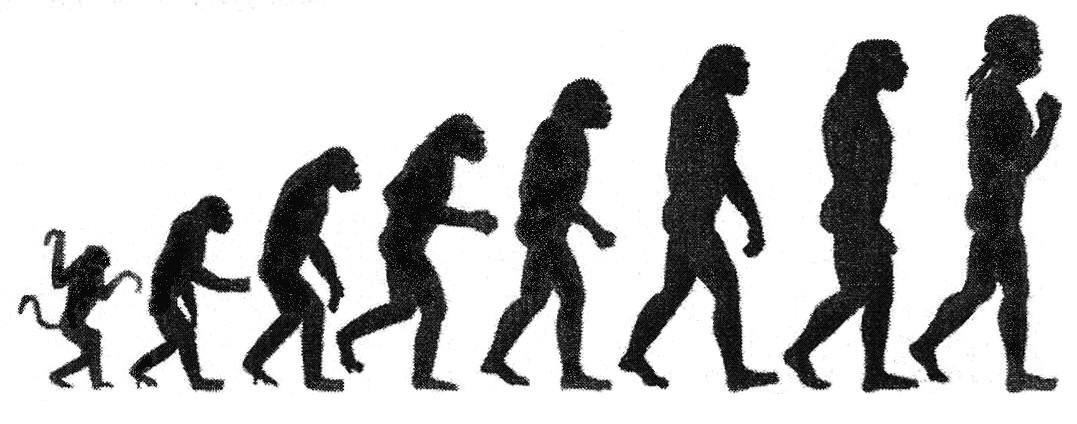
Ikonografie des biologischen Fortschritts.
Diese populäre Darstellung der Evolution des aufrechten Gangs kann den falschen Eindruck vermitteln, Evolution sei ein gerichteter Verbesserungsprozess.

Häufig ist mit dem Fortschrittsdenken die Vorstellung verbunden, dass der Lauf der Geschichte im Prinzip bereits feststehe. Wir könnten dann diesen Lauf entweder gar nicht oder nur geringfügig oder allenfalls im Tempo des Ablaufs beeinflussen. Das heute sehr verbreitete Wort von der Entwicklung kommt aus dieser Vorstellung: Danach ist der Ablauf der Geschichte bereits vorher z. B. von Gott „aufgewickelt“ worden. Diese bereits aufgewickelte Geschichte entwickelt sich jetzt. Wir können den Faden der Geschichte also nicht ändern (Präformationslehre). Wir können allenfalls etwas bremsen oder beschleunigen, was bereits unter dem Punkt Linearität beschrieben wurde. In einer religiös neutraleren Form wird nicht von Gott, sondern von der „Vorsehung“ gesprochen, also einer wie auch immer gedachten Institution, die den Lauf vorhersieht und – das steckt zwar nicht im Wort, aber in der üblichen Anwendung des Wortes – Entscheidungen so trifft, dass die Entwicklung planmäßig ablaufen kann.
Wo Philosophen, die dem Fortschrittsdenken verpflichtet sind, Vorhersagen für die Zukunft machen, sind diese als Extrapolationen aus der Vergangenheit gedacht. So beschreibt Karl Marx mit „ehernen Gesetzen“ der Geschichte nicht etwa eine Wiederholung oder ein Gleichbleiben des aus der Vergangenheit Bekannten, sondern eine Weiterentwicklung, deren Zielrichtung sich aber aus der Vergangenheit ermitteln lasse.

## Alternative geschichtsphilosophische Konzepte

### Kulturpessimismus
Dem Kulturoptimismus des (ständigen) Fortschritts der Menschheitszivilisation steht der Kulturpessimismus derer gegenüber, die einen ständigen Abstieg von einem als gut oder paradiesisch empfundenen Urzustand zu erkennen glauben. Kulturpessimisten gibt es aus christlicher Sicht (siehe Paradies) ebenso wie aus einer Hochachtung des „edlen Wilden“ („bon sauvage“) im Gegensatz zum „verdorbenen“ zivilisierten Menschen. „Zurück zur Natur“ ist im 18. Jahrhundert der Schlachtruf, der vielfach Rousseau zugeschrieben wird, in dessen Werk jedoch nicht nachweisbar ist. Trotz seiner kulturpessimistischen Haltung gilt Rousseau mit seiner Vorstellung vom Fortschritt als wesensgemäßer Ausbildung des eigentlichen, wahren Menschen, das zum Heranreifen der Menschheit im Sinne ihrer Bestimmung führen kann, als einer der Väter des (theoretischen) Fortschrittsbegriffes. Rousseau sah jedoch in der Entwicklung der Moderne das genaue Gegenteil des Fortschritts.
Auch Bewunderer der Antike wie der dem Faschismus nahestehende Kulturphilosoph Julius Evola (Buchtitel „Inmitten von Ruinen“, womit die antiken Ruinen gemeint sind) zählen zu denen, die im „Zurück!“ eine moralische Verbesserung der Menschheit erhoffen (siehe auch Dekadenz; Goldenes Zeitalter), ebenso wie reaktionäre Vorstellungssysteme generell, wie der Nationalsozialismus, allgemein der Chauvinismus und der Sozialismus.

### Gleichbleibende Verhältnisse
Eine andere geschichtsphilosophische Sicht glaubt, dass die Verhältnisse – zumindest mit einiger Abstraktion – immer gleich bleiben.
Daraus folgt, dass die Vertreter dieser Sichtweise davon überzeugt sind, dass man aus der Geschichte empirisch allgemeine Gesetze ableiten kann, die zeitlos gültig sind. Einer der bekanntesten Denker dieser Richtung ist Niccolò Machiavelli.
Ende des 20. Jahrhunderts vertrat Francis Fukuyama zwischenzeitlich die Überzeugung, dass mit der weltweiten Einführung von liberalen Demokratien ein „Ende der Geschichte“ gekommen sei.
Viele empirische Sozialwissenschaftler gehen davon aus, dass zumindest Teile der untersuchten sozialen Strukturen und ihrer Gesetzmäßigkeiten auch für die Zukunft erhalten, also konstant, bleiben.

### Zyklischer Verlauf der Geschichte

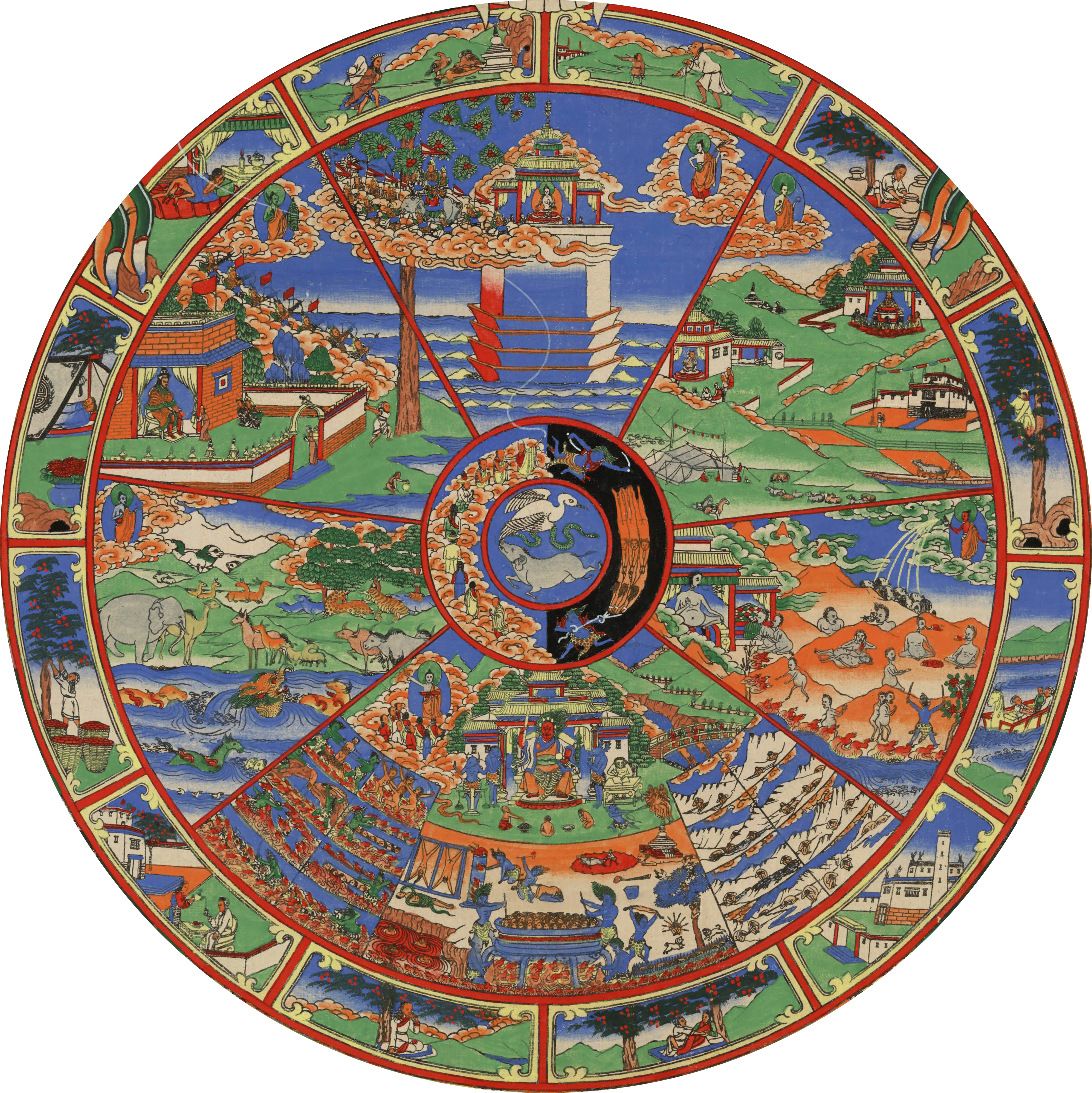
Samsara, das Rad des Lebens und der Wiedergeburt im tibetischen Buddhismus

Wiederum eine andere geschichtsphilosophische Vorstellung ist die vor allem in östlichen, d. h. von Indien beeinflussten, Ländern vorherrschende, Geschichte laufe zyklisch ab. Danach gibt es weder Fortschritt zum Guten noch ein Abgleiten ins Schlechte, aber auch keinen Stillstand, sondern eine kreisartige Bewegung. Geschichte verändert sich ständig, kommt aber wieder da heraus, wo sie begonnen hat.

### Kritische Zeitenwende
Aus Erwägungen der Systemtheorie stammt der Begriff der Globalen Beschleunigungskrise, der von dem Physiker Peter Kafka geprägt wurde. Danach führt ein sich beschleunigender Fortschritt mit sehr schnellem und global vereinheitlichtem Strukturwandel zwangsläufig in eine instabile Gesamtlage der menschlichen Zivilisation und der menschenfreundlichen Biosphäre. Diese Sichtweise ist jedoch nicht kulturpessimistisch, weil die Krise nicht als unausweichlicher Niedergang und Untergang verstanden wird, sondern als ein singulärer Wendepunkt in der Geschichte des Fortschritts, an dem die „Anführer“ der Evolution – die Menschen – wahrscheinlich zu einer zukunftstauglicheren Neuorientierung in den Leitideen ihrer Zivilisation finden.
Dass Fortschritt auch in Zukunft noch immer möglich ist, davon geht Johano Strasser unter Bezugnahme auf Ulrich Beck aus, wenn Bürger durchsetzen, dass z. B. seine wissenschaftlich-technische Dimension im gesellschaftlichen Maßstab legitimations- und begründungspflichtig ist.

### Statistik
- Gapminder, eine Statistik-Datenbank mit interaktiver Visualisierung
- Our World in Data, eine Statistik-Datenbank mit Visualisierung
- Statistisches Bundesamt, Download-Möglichkeit für deutsche Statistikdaten